# Penny Rose
Penny Rose (Los Angeles, ...) è una costumista statunitense.
Ha ottenuto tre candidature per il BAFTA ai migliori costumi per Evita (1996), La maledizione della prima luna (2003) e Pirati dei Caraibi - La maledizione del forziere fantasma (2006).

## Filmografia
- The Bitch, regia di Gerry O' Hara (regista) (1979)
- La guerra del fuoco, regia di Jean-Jacques Annaud (1981)
- Pink Floyd - The Wall, regia di Alan Parker (1982)
- Cal (film), regia di Pat O'Connor (regista)  (1984)
- Another Country - La scelta, regia di Marek Kanievska (1984)
- Spalle nude, regia di David Hare (1989)
- The Commitments, regia di Alan Parker (1991)
- Innocenza colposa, regia di Simon Moore (1991)
- Avik e Albertine, regia di Vincent Ward (1992)
- Duca si nasce!, regia di Robert Young (regista) (1993)
- Viaggio in Inghilterra, regia di Richard Attenborough (1993)
- Morti di salute, regia di Alan Parker (1994)
- Carrington (film)  regia di Christopher Hampton (1995)
- Mission: Impossible, regia di Brian De Palma (1996)
- Evita, regia di Alan Parker (1996)
- Amare per sempre (In Love and War), regia di Richard Attenborough (1996)
- Genitori in trappola, regia di Nancy Meyers (1998)
- Entrapment, regia di Jon Amiel (1999)
- I visitatori alla conquista dell'America, regia di Jean-Marie Poiré (2002)
- Triplo gioco (film 2002), regia di Neil Jordan (2002)
- La maledizione della prima luna (Pirates of the Caribbean: The Curse of the Black Pearl), regia di Gore Verbinski (2003)
- Piccolo dizionario amoroso, regia di Guy Jenkin (2003)
- King Arthur, regia di Antoine Fuqua (2004)
- The Weather Man - L'uomo delle previsioni (The Weather Man), regia di Gore Verbinski (2005)
- Pirati dei Caraibi - La maledizione del forziere fantasma (Pirates of the Caribbean: Dead Man's Chest), regia di Gore Verbinski (2006)
- Svalvolati on the road, regia di Walt Becker (2007)
- Pirati dei Caraibi - Ai confini del mondo (Pirates of the Caribbean: At World's End), regia di Gore Verbinski (2007)
- St. Trinian's, regia di Oliver Parker (2007)
- Un amore di testimone, regia di Paul Weiland (2008)
- Prince of Persia - Le sabbie del tempo (Prince of Persia: The Sands of Time), regia di Mike Newell (2010)
- The Pacific (2010)
- Unstoppable - Fuori controllo, regia di Tony Scott (regista) (2010)
- Pirati dei Caraibi - Oltre i confini del mare (Pirates of the Caribbean: On Stranger Tides), regia di Rob Marshall (2011)
- The Lone Ranger, regia di Gore Verbinski (2013)
- 47 Ronin, regia di Carl Rinsch (2013)
- Pirati dei Caraibi - La vendetta di Salazar (Pirates of the Caribbean: Dead Men Tell No Tales), regia di Joachim Rønning e Espen Sandberg (2017)
- La mummia (The Mummy), regia di Alex Kurtzman (2017)
- Men in Black: International, regia di F. Gary Gray (2019)
- Modì - Tre giorni sulle ali della follia (Modì, Three Days on the Wing of Madness), regia di Johnny Depp (2024)
- Pirati dei Caraibi 6, regia di Joachim Rønning (2027)